# Marti Belle
Martibel Payano (nació el 7 de agosto del 1988) es una luchadora profesional dominicana, conocida por el nombre de Marti Bell. Actualmente es una de las Campeonas Mundiales Femeninas en Parejas de la NWA junto con Allysin Kay en su primer reinado.
Payano ha trabajado para TNA, WWE, Evolve, Shimmer Women Athletes, Shine Wrestling y Women Superstars Uncensored (WSU), donde ganó el WSU Spirit Champion y fue WSU Tag Team Champion en dos ocasiones.

## Vida personal
El 16 de julio de 2018, empezó a participar en un Reality Show de Estados Unidos de América llamado Exatlón U.S.A, un reality de pruebas físicas y mentales participando en el equipo azul llamado Contendientes.

## Carrera

### Carrera Temprana (2008–2009)
El 12 de junio del 2008 Belle debutó en World of Unpredictable Wrestling como valet de Tristan Spade. Tuvo su debut el 7 de noviembre del 2009 donde luchó contra Tina San Antonio y Sweet Pea en una lucha que terminó en triple count-out.

### Women Superstars Uncensored (2010–2014)

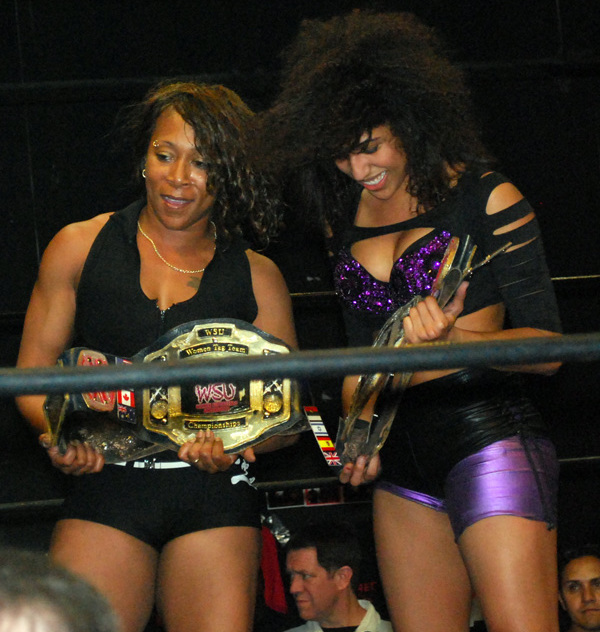
Belle (derecha) y Jazz como WSU Tag Team Champions en marzo del 2011

Belle debutó para Women Superstars Uncensored el 3 de marzo del 2010 haciendo equipo con Tina San Antonio perdiendo ante (Amber y Lexxus). El 2 de abril, Belle compitió en el WSU J-Cup Tournament, donde perdió en la primera ronda ante Brittney Savage. Al siguiente día hizo equipo con Danny Demanto compitiendo en el WSU King & Queen Tournament, perdiendo ante Devon Moore y Alicia. El 26 de junio Belle compitió en el Uncensored Rumble III match, que fue ganando por Jazz. El 26 de noviembre Belle y Tina San Antonio, llamándose The Belle Saints, derrotando a Cindy Rogers y Jana para convertirse en WSU Tag Team Champions, y derrotaron a Jamilia Craft y Jennifer Cruz esa misma noche para retener los títulos por primera vez. En WSU's 4th Anniversary Show, Belle ganó los títulos con Jazz remplazando a Tina (por una lesión en el evento anterior) en un three-way match contra The Soul Sisters (Jana and Luscious Latasha) y The Cosmo Club (Cindy Rogers and Amy Lee). El27 de mayo, Belle perdió los campeonatos ante The Boston Shore. El 24 de abril del 2012 Belle perdió ante Jessicka Havok por el WSU Spirit Championship. El 16 de junio Belle derrotó a Havok para ganar el WSU Spirit Championship. Compitió en el Uncensored Rumble match, el cual fue ganado por Lexxus. El 13 de octubre en Full Steam Ahead  Belle defendió el título por primera vez ante Nikki Addams. Belle defendió el título el 12 de octubre del 2013 ante Ezavel Suena, pero ella sería atacada por Suena después de la lucha, levando a una revancha por el título en un Title vs Mask rematch. El 8 de febrero del 2014 en Mutiny Belle perdió el título ante Suena, quien después se quitó la máscara para revelar que en realidad era Niya. El Reinado de Belle es el Reinado más largo en la historia del WSU Spirit Championship con 602 días.

### Otras Promociones (2010–presente)
Belle debutó en Evolve el 8 de septiembre del 2012 perdiendo ante Christina Von Eerie. El 8 de diciembre donde derrotada por Larry Dallas y Papadon en un 2-on-1 handicap match. El 16 de noviembre del 2012 debutó en Shine Wrestling perdiendo ante Niya. Ambien en 2012, Belle luchó para Ring of Honor y Pro Wrestling Syndicate. Belle luchó en un dark match para Shimmer Women Athletes el 12 de abril del 2016 en un 6-person tag team match, y al día siguiente perdió ante Angelus Layne. Tuvo su primera lucha televisada en Shimmer Volume 64 pidiendo ante Christina Von Eerie. Tuvo su primera victoria en Shimmer el 18 de octubre ante Solo Darling.

### Total Nonstop Action Wrestling (2014, 2015-2017)

#### Knockouts Knockdown (2014)
Belle apareció en Total Nonstop Action Wrestling (TNA) en el evento Knockouts Knockdown 2 el 10 de mayo del 2014 donde derrotó a ODB.

#### The Dollhouse (2015-2016)
En abril del 2015, TNA lanzó varios videos sobre el debut del equipo "The Dollhouse" (Belle y Jade), su nombre fue acortado a Marti Bell. Jade y Bell debutaron en TKO: Night of Knockouts en la edición del 24 de abril de Impact Wrestling donde Jade perdió ante Laura Dennis por descalificación después atacaron a réferi Brian Stiffler y a la anunciadora Christy Hemme. Luego esa misma noche ayudaron a Taryn Terrell retener el TNA Knockouts Championshipcontra Awesome Kong, con Terrell uniéndose a The Dollhouse en el proceso. The Dollhouse tuvo su primera lucha como equipo, el 8 de mayo en el episodio de Impact Wrestling, donde derrotaron a Awesome Kong y Gail Kim en un 3–on–2 handicap match. Bell y Jade interfirieron en todas las luchas titulares de Terrell ayudándola a retener el campeonato. En Slammiversary XIII, The Dollhouse fueron derrotadas por Awesome Kong y Brooke en otra 3-on-2 handicap match. Después de que Terrell perdiera el TNA Knockouts Championship ante Brooke, Bell reto a una lucha a la campeona Brooke por el campeonato el 29 de julio en el episodio de Impact Wrestling, donde perdió después de la distracción de Gail Kim. En Turning Point el 19 de agosto, Bell y Jade compitieron en un 2-on-1 handicap six sides of steel cage match contra Gail Kim, ganado Kim.

#### Competición Individual (2016–2017)
En 2016, The Dollhouse llegó después de que los tres miembros lucharan or una oportunidad por el Knockouts Champion, la cual ganó Jade. En TNA Slammiversary 2016, Marti regresó durante la lucha por el TNA Knockouts Championship entre Jade, Gail Kim y Sienna. Marti intervino atacando a Jade con un telescoping baton, dándole la Victoria a Sienna y empezando un feudo entre las dos antiguas miembros de the Dollhouse. El 12 de julio del 2016 en Destination X, Marti compitió en un 4 way match contra Jade, Gail Kim, y la campeona Sienna perdiendo la lucha. En la lucha Marti usó su finisher llamado Protect Ya Neck, en Jade . El 25 de agosto del 2016 en Turning Point Marti compitió en un Five–Way Match  contra la campeona Sienna, Madison Rayne, Jade y Allie por el  TNA Knockouts Championship, la cual fue ganado por Allie.
Bell dejó de aparecer en la empresa a finales del año, para después confirmar que habría renunciado por los problemas con los salarios de los luchadores, además del manejo de su personaje.

### WWE (2017)
Bell fue una de las anunciadas para el torneo femenino Mae Young Classic, sin embargo fue eliminada por Rachel Evers en la primera fase del torneo, la lucha fue catalogada como la peor de todas.
El 11 de septiembre formó equipo con Santana Garrett y Sarah Logan para enfrentar a Jazzy Gabert, Tessa Blanchard y Kay Lee Ray, sin embargo salieron derrotadas, y de lo contrario a su primer combate está fue catalogada como una de las mejores luchas del torneo.

### National Wrestling Alliance (2019-2021)
El 12 de mayo de 2019, Belle regresó a ROH, donde desafió sin éxito a Allysin Kay por el Campeonato Mundial Femenino de la NWA . Con la National Wrestling Alliance (NWA) produciendo su programa semanal de internet, Belle hizo su debut el 22 de octubre del episodio NWA Power , donde salió victoriosa sobre Crystal Rose. En el episodio del 5 de noviembre de NWA Power , Belle, que se sintió irrespetada por Kay por decir que no estaba lista para el campeonato, se alineó con Thunder Rosa atacando a Kay, girando el talón en el proceso.
Junto a Allysin Kay derrotaron a Thunder Kitty & Tootie Lynn reteniendo el Campeonatos Mundiales Femeninos en Parejas de la NWA

## Campeonatos y logros
- American Pro Wrestling Alliance
  - APWA World Ladies Championship (1 vez)[11]
- New York Wrestling Connection
  - NYWC Starlet Championship (1 vez)
- World Class Revolution
  - WCR Diamond Division Championship (1 vez)[12]
- Pro-Wrestling: EVE
  - Pro-Wrestling: EVE Tag Team Championship (1 vez) – con Allysin Kay
- Shine Wrestling
  - Shine Tag Team Championship (3 veces) – con Jayme Jameson (2) con  Allysin Kay (1)[13]
- Women Superstars Uncensored
  - WSU Tag Team Championship (2 veces) – con Tina San Antonio (1) y Jazz (1)
  - WSU Spirit Championship (1 vez)
- National Wrestling Alliance
  - NWA World Women's Tag Team Championship (1 vez) - con Allysin Kay.
- Pro Wrestling Illustrated
  - Situada en el Nº38 en el PWI Female 100 en 2014.
  - Situada en el Nº37 en el PWI Female 150 en 2015.
  - Situada en el Nº32 en el PWI Female 100 en 2016.[14]
  - Situada en el Nº96 en el PWI Female 100 en 2020.
  - Situada en el Nº128 en el PWI Female 150 en 2021.
  - Situada en el Nº90 en el PWI Female 150 en 2022.[15]